# Arquidiócesis de Patna
La arquidiócesis de Patna (en latín: Archidioecesis Patnensis y en inglés: Roman Catholic Archdiocese of Patna) es una circunscripción eclesiástica de la Iglesia católica en India. Se trata de una arquidiócesis latina, sede metropolitana de la provincia eclesiástica de Patna. Desde el 9 de diciembre de 2020 su arzobispo es Sebastian Kallupura.

## Territorio y organización
La arquidiócesis tiene 25 821 km² y extiende su jurisdicción sobre los fieles católicos de rito latino residentes en el estado de Bihar en los distritos de: Aurangabad, Patna, Nalanda, Nawada, Lakhisarai, Sheikhpura, Gaya, Jehanabad, y parte de los de Jamui y Munger.
La sede de la arquidiócesis se encuentra en la ciudad de Patna, en donde se halla la Catedral de la Reina de los Apóstoles y la Procatedral de San José.
La arquidiócesis tiene como sufragáneas a las diócesis de: Bettiah, Bhagalpur, Buxar, Muzaffarpur y Purnea.
En 2021 en la arquidiócesis existían 36 parroquias.

## Historia
La prefectura apostólica de Bettiah fue erigida el 20 de abril de 1892 por el decreto Cum Reverendissimus de la Congregación de Propaganda Fide, tomando su territorio de la diócesis de Allahabad. Se adjuntó a la provincia eclesiástica de la arquidiócesis de Agra.
El 19 de mayo de 1893 incorporó, de la misma diócesis de Allahabad, todo el territorio del reino de Nepal, mayor que la extensión original de la prefectura apostólica.
El 10 de septiembre de 1919, con el breve In suprema Principis del papa Benedicto XV, la prefectura apostólica incorporó una parte del territorio de la diócesis de Allahabad, fue elevada a diócesis y asumió el nombre de diócesis de Patna. Originalmente era sufragánea de la arquidiócesis de Calcuta. Anteriormente, Patna había sido la sede de un vicariato apostólico desde el 7 de febrero de 1845 hasta el 1 de septiembre de 1886: el antiguo vicariato apostólico se convirtió en la diócesis de Allahabad. La nueva diócesis fue confiada a los jesuitas de la provincia de Misuri, después de la división de la provincia en 1923 la diócesis en 1930 fue confiada a la provincia de Chicago.
El 19 de septiembre de 1953 pasó a formar parte de la provincia eclesiástica de la arquidiócesis de Ranchi.
Posteriormente cedió porciones de su territorio para la erección de las circunscripciones eclesiásticas de:
- la prefectura apostólica de Bhagalpur (hoy diócesis de Bhagalpur) el 3 de agosto de 1956 mediante la bula Etsi hoc tempore del papa Pío XII;[5] cedió otros territorios a la misma circunscripción el 8 de octubre de 1970 y en 1984;
- la diócesis de Muzaffarpur el 6 de marzo de 1980 mediante la bula Quandoquidem omni del papa Juan Pablo II;[6]
- la misión sui iuris de Nepal (hoy vicariato apostólico de Nepal) el 7 de octubre de 1983 mediante el decreto Quo aptius de la Congregación para la Evangelización de los Pueblos.[7]

El 16 de marzo de 1999 la diócesis fue elevada al rango de arquidiócesis metropolitana con la bula Indicos intra fines del papa Juan Pablo II.
El 12 de diciembre de 2005 cedió otra porción de su territorio para la erección de la diócesis de Buxar mediante la bula Totius Ecclesiae curam del papa Benedicto XVI.

## Estadísticas
Según el Anuario Pontificio 2022 la arquidiócesis tenía a fines de 2021 un total de 68 620 fieles bautizados.
| Año                                                                             | Población            | Población  | Población      | Sacerdotes | Sacerdotes    | Sacerdotes    | Bautizados por sacerdote | Diáconos permanentes | Religiosos | Religiosos | Parroquias |
| Año                                                                             | Bautizados católicos | Total      | % de católicos | Total      | Clero secular | Clero regular | Bautizados por sacerdote | Diáconos permanentes | Varones    | Mujeres    | Parroquias |
| ------------------------------------------------------------------------------- | -------------------- | ---------- | -------------- | ---------- | ------------- | ------------- | ------------------------ | -------------------- | ---------- | ---------- | ---------- |
| 1950                                                                            | 26 837               | 29 462 450 | 0.1            | 93         | 11            | 82            | 288                      |                      | 42         | 149        | 15         |
| 1970                                                                            | 47 681               | 51 000     | 0.1            | 125        | 17            | 108           | 381                      |                      | 170        | 364        | 15         |
| 1980                                                                            | 57 293               | 47 386 111 | 0.1            | 158        | 26            | 132           | 362                      |                      | 172        | 500        | 24         |
| 1990                                                                            | 59 688               | 14 304 000 | 0.4            | 124        | 40            | 84            | 481                      |                      | 174        | 437        | 38         |
| 1999                                                                            | 66 110               | 27 255 119 | 0.2            | 150        | 52            | 98            | 440                      |                      | 179        | 506        | 46         |
| 2000                                                                            | 67 153               | ?          | ?              | 175        | 57            | 118           | 383                      |                      | 212        | 506        | 46         |
| 2001                                                                            | 68 496               | 28 356 216 | 0.2            | 179        | 61            | 118           | 382                      |                      | 211        | 506        | 46         |
| 2002                                                                            | 69 865               | 29 490 465 | 0.2            | 187        | 65            | 122           | 373                      |                      | 216        | 526        | 46         |
| 2003                                                                            | 71 262               | 30 080 274 | 0.2            | 192        | 64            | 128           | 371                      |                      | 222        | 542        | 46         |
| 2004                                                                            | 72 687               | 30 681 879 | 0.2            | 187        | 59            | 128           | 388                      |                      | 210        | 555        | 46         |
| 2005                                                                            | 54 120               | 24 709 333 | 0.2            | 165        | 57            | 108           | 328                      |                      | 34         | 463        | 33         |
| 2013                                                                            | 63 944               | 32 062.662 | 0.2            | 141        | 53            | 88            | 453                      |                      | 133        | 490        | 33         |
| 2016                                                                            | 66 761               | 34 991 000 | 0.2            | 155        | 61            | 94            | 430                      |                      | 169        | 525        | 33         |
| 2019                                                                            | 67 700               | 36 309 000 | 0.2            | 159        | 64            | 95            | 425                      |                      | 176        | 585        | 36         |
| 2021                                                                            | 68 620               | 36 934 520 | 0.2            | 144        | 64            | 80            | 476                      |                      | 105        | 360        | 36         |
| Fuente: Catholic-Hierarchy, que a su vez toma los datos del Anuario Pontificio. |                      |            |                |            |               |               |                          |                      |            |            |            |

## Episcopologio
- Hilarion (Johannes Baptist) Valentin, O.F.M.Cap. † (1892-1910 renunció)
  - Sede vacante (1910-1914)
- Eugen Remigius Schwarz, O.F.M.Cap. † (1914-febrero de 1918 falleció)
  - Sede vacante (1918-1920)
- Louis Van Hoeck, S.I. † (20 de julio de 1920-15 de febrero de 1928 nombrado obispo de Ranchi)
- Bernard James Sullivan, S.I. † (15 de enero de 1929-6 de junio de 1946 renunció[nota 1])
- Augustine Francis Wildermuth, S.I. † (12 de junio de 1947-6 de marzo de 1980 retirado)
- Benedict John Osta, S.I. † (6 de marzo de 1980-1 de octubre de 2007 retirado)
- William D'Souza, S.I. (1 de octubre de 2007-9 de diciembre de 2020 renunció)
- Sebastian Kallupura, por sucesión el 9 de diciembre de 2020